# Christian Gottfried Schierholz
Christian Gottfried Schierholz, auch Gottfried Christian Schierholz (* 17. Januar 1787 in Arnstadt; † 31. Oktober 1851 ebenda) war ein deutscher Unternehmer und Rittergutsbesitzer.

## Heirat und Rittergutsbesitz
Seine Eltern waren Floriane Dorothee Schmidt und Johann Christian Schierholz aus Arnstadt, Hochzeit 9. Juni 1785. Die Vorfahren gehen auf Joachim Schierholz in Eisleben zurück. Christian Gottfried Schierholz war ein in Arnstadt wohnender Jungunternehmer der Porzellanmanufaktur in Plaue. Er heiratete um Ostern 1806 Johanne Wilhelmine Bertuch, die Tochter von Friedrich Gotthardt Bertuch, dem Besitzer des Dornheimer Rittergutes. Nach der Eheschließung erbaute Schierholz auf dem schwiegerelterlichen Gut eine Käserei, eine Spirituosenbrennerei und eine Essigfabrik zur Veredlung eines Teiles der geernteten pflanzlichen Produkte. Zudem war er fürstlicher Landeskammerrat in Schwarzburg-Sondershausen.

## Die Porzellanmanufaktur
1817/1818 übernahm er die Porzellanmanufactur Plaue südlich von Arnstadt und verlegte einen Teil der Produktion nach Dornheim. Später beteiligte sich sein Sohn Julius Adelbert und dessen Ehefrau Julie an der Firma, die sich von da an C. G. Schierholz und Sohn nannte. Auch der jüngere Sohn Hugo wurde später als Mitinhaber aufgenommen. In Dornheim wurde 18 Jahre das Porzellan bemalt, gebrannt und verschickt.
Noch zu Lebzeiten der Eltern erbte Julius Adelbert, der älteste Sohn, das Rittergut und zu gleichen Teilen die Porzellanfabrik und das Haus in Arnstadt mit Hugo.
Die nächste Unternehmergeneration war dann Max und Arthur Schierholz.

## Militärpolitische Leistungen
- Im August 1813 entführten Soldaten eines preußischen Freikorps 200 französische Trainpferde aus der Gemarkung Dornheims. Daraufhin hatten französische Soldaten Dornheim umstellt, um aus Rache das Dorf abzufackeln. Schierholz konnte diese geplante Rache durch Diplomatie verhindern.
- Anlässlich des Drei-Monarchen-Treffens in Dornheim am 26. Oktober 1813 übernachtete der österreichische Kaiser Franz I. im Schloss der Schierholz.
- Die russischen Garden und das österreichische Heer biwakierten in den Fluren um Dornheim.

## Nobilitierte Nachfahren
Geadelt wurde ein Enkel des Schierholz, Commerzienrat Arthur sen. von Schierholz, im Jahr 1894, in Schwarzburg-Sondershausen.